# Playa de Patos
La playa de Patos es una playa situada en la localidad pontevedresa de Nigrán (Galicia, España). Es una de las mejores playas de Galicia para la práctica del surf, se encuentra muy cerca de la Playa de Panjón y Playa América, entre las cuales se encuentra un monte conocido como Monteferro, en cuya cúspide se encuentra el Monumento a la Marina Universal, 
Es una playa semiurbana (aunque en algunos puntos es considerada de tipo resguardada), que posee servicios y seguridad y que, además, goza de bandera azul. Está ubicada enfrente de las Islas Cíes, pertenecientes al parque nacional Marítimo Terrestre das Illas Atlánticas.